# Ischnolepis
Ischnolepis es un género perteneciente a la familia de las apocináceas con tres especies de plantas fanerógamas . Es originario de África y Madagascar.

## Descripción
Son arbustos, que alcanzan los 2 m de alto; sus órganos subterráneos lo constituyen tubérculos (de hasta 100 kg). Las hojas 3-verticiladas,  coriáceas, de 10-25 cm de largo, 0,1-0,5 cm de ancho, lineal y, a menudo falciforme, basalmente atenuada, apicalmente agudas, glabras, venación restringido a la nervadura central visible.
Las inflorescencias son axilares, más cortas que las hojas adyacentes con 1-7 flores. Tiene un número de cromosomas de: 2n= 22 [I. graminifolia (Costantin & Gallaud) Klack.].

## Especies seleccionadas
| - Ischnolepis graminifolia (Costantin & Gallaud) Klack. - Ischnolepis natalensis (Schltr.) Venter - Ischnolepis tuberosa Jum. & H.Perrier |